# Nagyar
Nagyar là một thị trấn thuộc hạt Szabolcs-Szatmár-Bereg, Hungary. Thị trấn này có diện tích 15,99 km², dân số năm 2010 là 695 người, mật độ 43 người/km².